# Queen of Peace
Queen of Peace – piosenka i trzeci singel promocyjny z albumu How Big, How Blue, How Beautiful angielskiej grupy indierockowej Florence + the Machine. Jego premiera odbyła się 10 sierpnia 2015.

## Lista utworów

### Singel radiowy
1. Queen Of Peace (Radio Edit) 3:49 [Island - Universal Music Group]

## Notowania
- Lista Przebojów Trójki: 1[3]
- Lista Przebojów Radia PiK: 2[4]